# Theuville (Val-d’Oise)
Theuville ist eine französische Gemeinde mit 53 Einwohnern (Stand 1. Januar 2022) im Département Val-d’Oise der Region Île-de-France; sie gehört zum Arrondissement Pontoise und zum Kanton Pontoise. Die Einwohner nennen sich Theuvillois bzw. Theuvilloises.

## Geographie
Die Gemeinde Theuville befindet sich 37 Kilometer nordöstlich von Paris. Sie liegt im Regionalen Naturpark Vexin français.
Nachbargemeinden von Theuville sind Bréançon im Westen, Haravilliers im Nordwesten, Arronville im Nordosten, Menouville im Osten, Vallangoujard im Südosten, Épiais-Rhus im Süden sowie Grisy-les-Plâtres im Südwesten.
1866 wurde die Eisenbahnlinie von Valmondois nach Marines eingeweiht, über die Theuville mit Pontoise und Paris verbunden wurde. Diese Linie wurde 1949 eingestellt.

## Geschichte
Gallo-römische Funde bezeugen eine frühe Besiedlung des Ortes.

## Bevölkerungsentwicklung

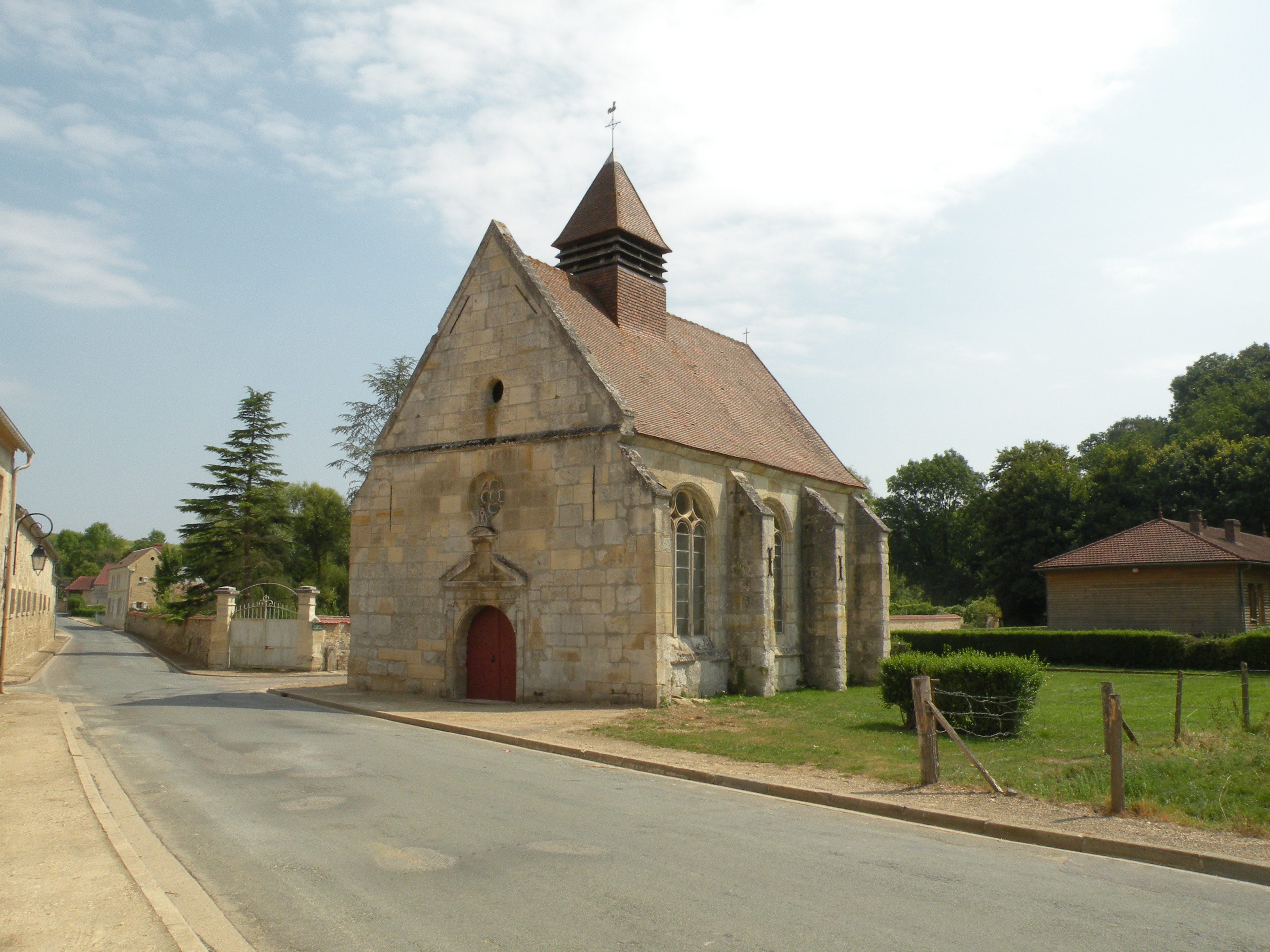
Kapelle St-Claude

| Jahr      | 1962 | 1968 | 1975 | 1982 | 1990 | 1999 | 2007 | 2019 |
| Einwohner | 148  | 108  | 64   | 54   | 55   | 59   | 32   | 50   |

## Sehenswürdigkeiten
- Kapelle Saint-Claude, erbaut im 16. Jahrhundert (Monument historique)